# De Unie (vakbond)
De Unie is een Nederlandse vakbond.
Het is een vereniging van en voor werknemers werkzaam of werkzaam geweest in de industrie en dienstverlening. 
De bond heeft 96.000 leden (2008) en is partij bij ruim 300 cao's.
Het hoofdkantoor van De Unie is gevestigd in Culemborg.

## Geschiedenis
De Unie van Beambten, Leidinggevend en Hoger Personeel, Unie BLHP, werd opgericht in 1972 door de fusie van vier vakorganisaties binnen de vakcentrale (vakbondskoepel) NKV. Voorzitter werd Antoon Hubben die tot dan de voorzitter was van een van de fusiepartners. Later sloten zich nog andere organisaties aan. Op 1 januari 1975 trad de Unie BLHP uit het NKV, omdat zij het oneens was met het op solidariteit en nivellering gerichte beleid van het NKV en NVV, en sloot zich als medeoprichter aan bij de Raad voor Middelbaar en Hoger Personeel, MHP.
In 1995 werd, onder meer omdat het begrip "beambten" als verouderd werd gezien, de naam veranderd in kortweg "De Unie".
In 2012 maakte De Unie zich los van de centrale MHP.
In 2017 sloot De Unie zich weer aan bij de Vakcentrale voor Professionals (de opvolger van de MHP).